# Haroldo Pazinatto
Haroldo Ângelo Pazinatto, mais conhecido por Haroldo Pazinatto (Valinhos, 26 de março de 1925), foi um fotógrafo brasileiro. É conhecido no Estado de São Paulo - em especial na RMC - pelos registros da evolução de sua cidade por 6 décadas, entre outras coberturas jornalísticas durante seu trabalho na imprensa. 
Marido, Pai, Cantor, fotografo, Ícone Valinhense que dedicou mais de 50 anos de vida e trabalho a registrar através das lentes das câmeras fotográficas, a evolução, o desenvolvimento e a história de Valinhos.
| “ | Sempre agi com responsabilidade necessária mas também com intuição do artista. | ” |

## Biografia
Segundo ele, seu nascimento por pouco não aconteceu dentro do antigo Cine Bijou, localizado na rua 13 de maio. Neste dia, sua mãe estava assistindo a um filme do comediante americano Harold Lloyd.
Haroldo Ângelo Pazinatto era filho de João Pazinatto e Letícia Ungaretti, ambos imigrantes italianos.
A fotografia entrou em sua vida por hobby. Como também era bom nisso, as solicitações foram aumentando a tal ponto de deixar o emprego na Gessy Industrial e se dedicar apenas à fotografia.
Sua biografia e sua contribuição à história da cidade de Valinhos são inestimáveis.
Haroldo faleceu em 27 de dezembro de 2001.

### Casamento e Filhos
Casou-se em 24 de setembro de 1950 com Jandira Cedran Pazinatto e teve três filhos: Luiz Eduardo, Nilson Fernando e Paulo Roberto; recebeu o apelido de “Paçoca”, pois aproveitava seu horário de almoço para fazer paçocas de amendoim e distribuir entre os amigos. A paixão pela arte fotográfica foi despertada na juventude, aos 17 anos, quando seu tio lhe emprestou uma câmera.

### Educação e Trabalho
Aprendeu o básico sobre fotografia com o grande amigo V8, Aristides da Silva, com o qual fazia grandes caminhadas atrás de uma imagem que valesse ser eternizada.
Trabalhou na Cia. Gessy Industrial, entre os anos de 1945 e 1962, no setor de custo industrial e no departamento pessoal da empresa.
Durante as décadas de 1950 e 1960 foi fotógrafo representante em Valinhos, do Correio Popular e de A Gazeta Esportiva.
Em 1962 deixou a Cia. Gessy Industrial para se dedicar exclusivamente à sua maior paixão: a fotografia.
Em 1968 começou a trabalhar na imprensa valinhense, quando Mário Augusto fundou o semanário Folha de Valinhos. Entre 1970 e 1988 foi fotógrafo oficial da Prefeitura Municipal de Valinhos. Em 1997 voltou a assumir este posto de trabalho.
Como eram muitos os pedidos de fotos para casamentos, aniversários, batizados e outros, Haroldo montou uma equipe de jovens fotógrafos, treinados por ele: Delanegra, Ângelo Casácio, Sebastião, Josmar Boneto, entre outros.
Assim como a foto entrou em sua vida, primeiro por prazer e, depois, por paixão, Haroldo também provou da arte de cantar e adorou. Sua especialidade era a música italiana, algumas operetas, por meio das quais exibia o seu lado lírico, e passou a ser solicitado em vários eventos. Foi integrante do antigo Coral Santa Cecília e do Coral Municipal de Valinhos.

## Curiosidades
Durante uma Festa Italiana, em Valinhos, o cantor Tony Angeli, pediu uma pessoa da plateia para acompanha-lo numa canção. Mais que depressa, Haroldo subiu ao palco e cantou. O artista nem deixou que ele terminasse a canção, dizendo: "para, para, assim você tira meu emprego".
Haroldo Angelo Pazinatto, esteve presente na visita ao Brasil do 1° Cosmonauta Soviético, que foi ao espaço, Iuri Gagarin, quando este desembarcou no Aeroporto Internacional de Viracopos, Campinas em 1961.

## Livro
O projeto que retrata os 60 anos das imagens captadas pelo fotógrafo Haroldo Pazinatto nos transporta a um saudosismo. Através das lentes de sua máquina fotográfica registros inéditos e importantes de um passado recente, rico em pessoas e detalhes que contribuíram para o desenvolvimento da Capital do Figo Roxo.
Se fosse possível descrever a paixão deste homem pela sua querida cidade, teríamos de debruçar sobre os milhares de negativos que Haroldo guardou com muito carinho; porque, ao clicar e registrar uma cena, ou um acontecimento, estava registrando a história e colocando o seu nome na galeria dos benfeitores deste município.
Haroldo era um homem simples, dedicado, com grande senso de humor e talento expressivo para fazer novas amizades. Fazia seu trabalho reconhecendo a poesia e a beleza da cena que hoje passa por uma releitura e a certeza de que seu olhar teve um foco bem definido de amor por Valinhos.
Autor: Marcel Trombetta Pazinatto
Edição do autor

## Homenagens
Hoje Haroldo Ângelo Pazinato empresta seu nome ao Museu de Valinhos. Seu acervo, composto por mais de 1.200 peças, revela a história da cidade desde seus primeiros moradores. Todo terceiro domingo do mês, o Museu de Valinhos sedia a exposição de carros antigos com acompanhamento da Banda Municipal. O evento é uma realização do Clube de Carros Antigos de Valinhos e Região e conta com o apoio da Secretaria de Cultura e Turismo.
Sediado na a antiga estação da Cia Paulista de Estrada de Ferro, s/n
Parte de seu acervo hoje encontra-se na Unicamp, onde permanece sendo preservado e agregado a outros materiais que ajudam a montar parte do quebra cabeça histórico da região de Campinas.

## Reportagens
Band Cidade (jornal local), em 24/05/2013 sobre a doação de parte do acervo fotográfico do Valinhense Haroldo Angelo Pazinatto à Unicamp e sobre a exposição “Os Olhos de Valinhos”
Procurar no Youtube como Reportagem da Band sobre a doação do acervo de Haroldo Pazinatto
Endereço "DiYmXnCXzNc"
Documentário "Os 60 anos de imagens de Haroldo Pazinatto"
Procurar no Youtube como Documentário "Os 60 anos de imagens de Haroldo Pazinatto"
Endereço "5grZ41NB9EE"
- infelizmente, a wikipedia não permite links do youtube